# Râul Tisa
Tisa (în latină Tisia, în maghiară Tisza, în ucraineană Тиса, transliterat: Tîsa, în germană Theiß) este un râu care curge prin România, Ucraina, Slovacia, Ungaria și Serbia, apoi se varsă în Dunăre lângă Belgrad. Este cel mai mare afluent al Dunării, ca suprafață a bazinului hidrografic și lungime a cursului de apă  și adună apele de pe o suprafață de 157.186 km².

## Descrierea
Tisa este râul colector al celor două râuri numite Tisa Albă și Tisa Neagră ce izvorăsc din Carpații Păduroși (Ucraina). În România curge pe o porțiune de 64,6 km la granița de nord a țării. Cea mai mare parte a cursului este pe teritoriul Ungariei și Serbiei unde, după ce colectează râurile din nord-vestul României, se varsă în Dunăre.
Râul Tisa Neagră are la rândul său un afluent de stânga numit Lazeshchyna.
Râul Tisa Neagră izvorăște de aici.
Râul Tisa Albă are la rândul său un afluent numit râul Hoverla. Râul Hoverla se intersectează cu cursurile de apă Brebneskul' și Ozirny. Râul Hoverla izvorăște din munții Carpați.
Râul Tisa Albă se mai intersectează și cu râurile Bal'zatul și Stohovets.
Cursul Stohovets izvorăște din munții Carpați.
Râul Bal'zatul izvorăște tot din munții Carpați și se intersectează cu pârâul Vaskul'.
Râul Vaskul' izvorăște de asemenea din munții Carpați.

## Etimologie
Râul a fost cunoscut ca Tisia în Antichitate, numele sale latine erau Tissus, Tisia și Pathissus (Plinius cel Bătrân, 4.25). Tisa este un hidronim care provine din forma veche a limbii române, Titza, din care ulterior a derivat forma maghiară Tisza.

## Geografie
Tisa curge pe o lungime de 965 km.
Până la granița cu România, Tisa este limpede și curge iute, prin văi strâmte. Apoi, traversează Ungaria, unde curge mai lent; parcurge câmpiile întinse din Est și se întâlnește cu Dunărea pe teritoriul Serbiei. Ea separă cele două regiuni istorice Banat și Bačka (Bácska) din Voivodina.
Este navigabilă, începând din Sziget, pentru vapoare doar din Szolnok; aceste vase ajungeau altădată până la Tokaj.
Canalul Bácsér o unește cu Dunărea, iar canalul Bega, cu Timișul.

## Serbia
Ieșind din Ungaria, Tisa intră în Republica Serbia, prin nordul acesteia, în provincia autonomă Voivodina. Continuă apoi să curgă prin localitățile Kanjiza, Novi Knezevac, Senta (20.302 loc. în 2002), Padej (2,882), Ada, Mol (6.786 loc.), Becej (40.877 loc.) și Novi Becej. Primește prin stânga apele râului Bega (255 km) și apoi ajunge la Titel și Knicanin. Se varsă, în cele din urmă, în Dunăre, prin stânga, în apropierea localității Stari Slank.

## Afluenți pe teritoriul României
- Vișeu și Iza ce izvorăsc din Carpații Orientali (Munții Rodnei)
- Someșul format din confluența dintre Someșul Mic și Someșul Mare.
- Tur cu izvorul în Munții Oașului Maramureș.
- Crasna își are izvorul în Munții Apuseni
- Barcăul ce de asemenea își are izvorul în Munții Apuseni și împreună cu Crișul Repede se varsă in Tisa.
- Crișul Repede cu izvorul în Munții Apuseni.
- Crișul Negru izvorăște la fel din Munții Apuseni.
- Crișul Alb cu izvorul Munții Apuseni.
- Mureșul cu izvorul în Munții Hășmașu Mare după ce colectează râurile Târnava, Sebeș, Strei, Râul Mare, Arieș, Ampoi se varsă in Tisa.
- Bega, cu izvorul în Munții Poiana Ruscă

## Fauna ihtiologică
În bazinul râului Tisa au fost identificate 73 de specii de pești 
- Abramis ballerus
- Abramis bjoerkna
- Abramis brama
- Abramis sapa
- Acipenser gueldenstaedtii
- Acipenser nudiventris
- Acipenser ruthenus
- Acipenser stellatus - dispărut
- Alburnoides bipunctatus
- Alburnus alburnus
- Ameiurus melas
- Ameiurus nebulosus
- Anguilla anguilla
- Aspius aspius
- Barbatula barbatula
- Barbus barbus
- Barbus peloponnesius petenyi
- Carassius carassius
- Carassius gibelio
- Chalcalburnus chalcoides mento - dispărut
- Chondrostoma nasus
- Cobitis elongatoides
- Cottus gobio
- Cottus poecilopus
- Ctenopharyngodon idella
- Cyprinus carpio
- Esox lucius
- Eudontomyzon danfordi
- Gobio albipinnatus
- Gobio gobio
- Gobio kessleri
- Gobio uranoscopus
- Gymnocephalus baloni
- Gymnocephalus cernuus
- Gymnocephalus schraetser
- Hucho hucho
- Huso huso - dispărut
- Hypophthalmichthys molitrix
- Hypophthalmichthys nobilis
- Lepomis gibbosus
- Leucaspius delineatus
- Leuciscus cephalus
- Leuciscus idus
- Leuciscus leuciscus
- Leuciscus souffia agassizi
- Lota lota
- Micropterus salmoides
- Misgurnus fossilis
- Neogobius fluviatilis
- Oncorhynchus mykiss
- Pelecus cultratus
- Perca fluviatilis
- Perccottus glenii
- Phoxinus phoxinus
- Proterorhinus marmoratus
- Pseudorasbora parva
- Rhodeus sericeus
- Rutilus pigus virgo
- Rutilus rutilus
- Sabanejewia aurata
- Sabanejewia romanica
- Salmo trutta fario
- Sander lucioperca
- Sander volgensis
- Scardinius erythrophthalmus
- Scardinius racovitzai
- Silurus glanis
- Thymallus thymallus
- Tinca tinca
- Umbra krameri
- Vimba vimba
- Zingel streber
- Zingel zingel

## Imagini

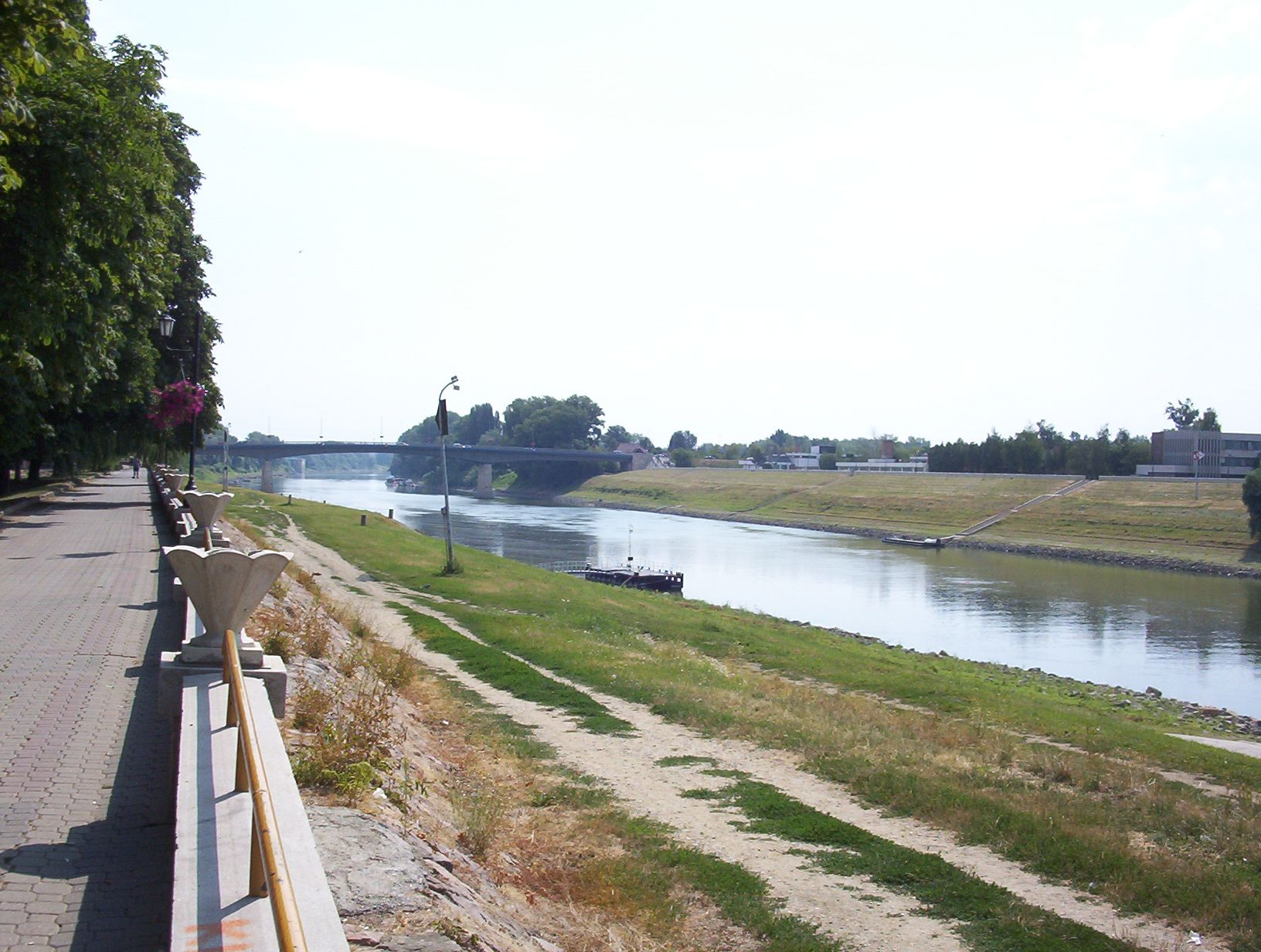
Tisa la Szolnok in Ungaria
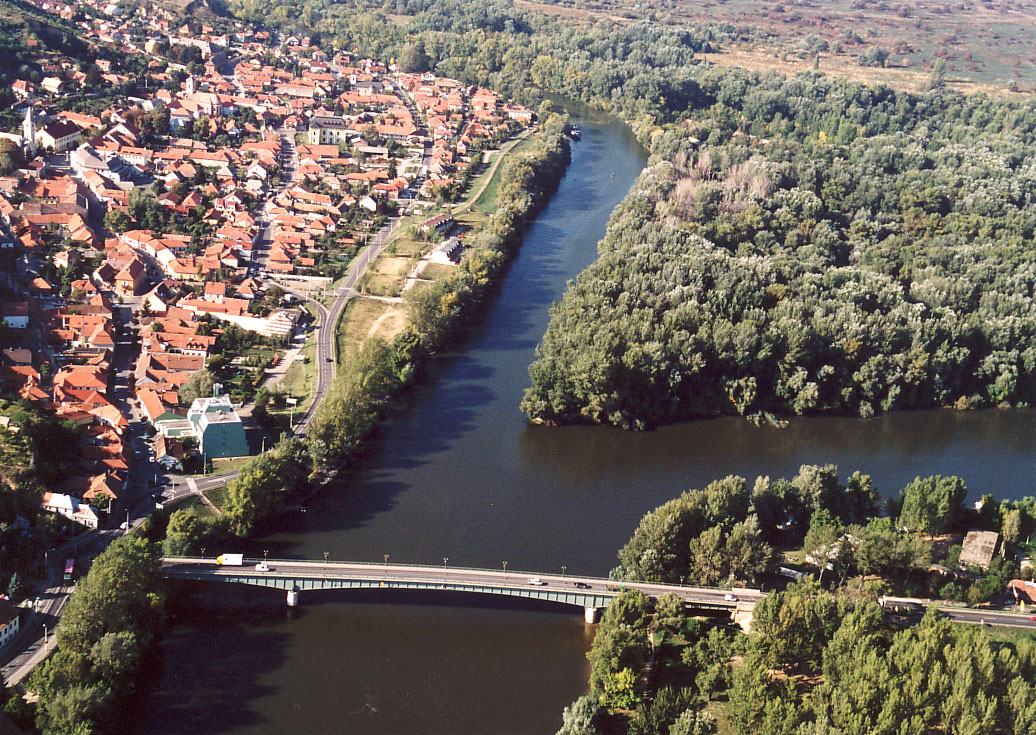
Râurile Tisa și Bodrog la Tokaj